# Yao Lambert Amani
Yao Lambert Amani (ur. 17 września 1963 w Tiassalé) – iworyjski piłkarz grający na pozycji pomocnika. W swojej karierze rozegrał 21 meczów i strzelił 5 goli w reprezentacji Wybrzeża Kości Słoniowej.

## Kariera klubowa
Swoją karierę piłkarską Amani rozpoczął w klubie Rio Sport Anyama. Zadebiutował w nim w 1981 roku i grał do końca 1985. W 1986 przeszedł do Africa Sports. W sezonach 1986, 1987 i 1988 wywalczył z nim trzy mistrzostwa Wybrzeża Kości Słoniowej. W 1986 roku zdobył też Puchar Wybrzeża Kości Słoniowej.
W latach 1989–1992 Amani występował w ASEC Mimosas. Wraz z ASEC wywalczył trzy mistrzostwa kraju w sezonach 1990, 1991 i 1992. W 1990 roku zdobył też puchar kraju.
W latach 1993–1995 Amani ponownie grał w Africa Sports. W 1993 roku zdobył z nim Puchar Wybrzeża Kości Słoniowej.

## Kariera reprezentacyjna
W reprezentacji Wybrzeża Kości Słoniowej Amani zadebiutował 10 sierpnia 1986 w wygranym 2:1 meczu Igrzysk Afrykańskich 1987 z Liberią, rozegranym w Abidżanie. W debiucie strzelił gola. W 1988 roku powołano go do kadry na Puchar Narodów Afryki 1988. Wystąpił w nim w dwóch meczach grupowych: z Zairem (1:1) i z Marokiem (0:0).
W 1990 roku Amani był w kadrze Wybrzeża Kości Słoniowej na Puchar Narodów Afryki 1990. Zagrał w nim w trzech meczach grupowych: z Egiptem (3:1), z Algierią (0:3) i z Nigerią (0:1).
W 1994 roku Amani został powołany do kadry na Puchar Narodów Afryki 1994. Na nim zajął z Wybrzeżem 3. miejsce. Na tym turnieju rozegrał trzy mecze: ćwierćfinałowy z Ghaną (2:1), półfinałowy z Nigerią (2:2, k. 2:4) i o 3. miejsce z Mali (3:1). Od 1986 do 1994 rozegrał w kadrze narodowej 21 meczów i strzelił 5 goli.